# Ancylopsetta kumperae
Ancylopsetta kumperae is een  straalvinnige vissensoort uit de familie van botachtigen (Bothidae). De wetenschappelijke naam van de soort is voor het eerst geldig gepubliceerd in 1959 door Tyler.
De soort staat op de Rode Lijst van de IUCN als Onzeker, beoordelingsjaar 2009.